# Anolis crassulus
El anolis adornado (Anolis crassulus) es una especie de lagarto que pertenece a la familia Dactyloidae. Es nativo de Chiapas (México), Guatemala, El Salvador y Honduras.